# Augusto Porozo
Pour les articles homonymes, voir Porozo.
Augusto Porozo (né le 13 avril 1974) est un footballeur équatorien. Il a joué notamment à l'Alianza Lima, au Pérou.

## Biographie
En juin 2002, le sélectionneur Hernán Darío Gómez annonce qu'Augusto Porozo est retenu dans la liste des 23 joueurs pour jouer la Coupe du monde 2002 au Japon.